# شارل لازگ

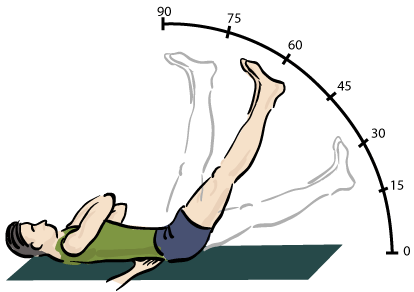
علامت لازگ که با نامِ «بالا آوردن پا با زانوی باز» نیز شناخته می‌شود، آزمایشی است که در معاینه فیزیکی بیماران مبتلا به کمردرد، برای تعیین احتمال دردهای سیاتیکی استفاده می‌شود.

ارنست-شارل لازگ (فرانسوی: Ernest-Charles Lasègue‎؛ ۵ سپتامبر ۱۸۱۶ – ۲۰ آوریل ۱۸۸۳) پزشک اهل فرانسه بود که بیش از صد مقاله علمی منتشر کرد. او در اواسط قرن نوزدهم به واسطه کارش در زمینه‌های روان‌پزشکی و عصب‌شناسی شهرت داشت. لازگ بسیاری از آثار خود را در ژورنالی به نام بایگانی همگانی پزشکی منتشر کرد که خودش سردبیر آن بود. تعدادی از کارهای اصلی او شامل مطالعاتش بر روی با هذیان گزند و آسیب (بیماری لازگ)، توصیف مفهوم «جنون دو نفره» (که خودش آن را نامگذاری کرد)  و توصیف او از بی‌اشتهایی عصبی بود. گذشته از کتاب‌ها و مقالات خود، او پیش از اینکه رئیس پزشکی بالینی در بیمارستان بیمارستان پیتیه-سالپتریر شود، مشاغل و مناصب مختلفی داشت و تا زمان مرگ در سن ۶۶ سالگی به دلیل عوارض دیابت، در بیمارستان پیتیه-سالپتریر ماند. وی از دوران کودکی هوش و استعداد سرشاری در یادگیری علوم داشت. او پزشکی را در دانشگاه پاریس خواند و مدرک دکترای پزشکی‌اش را در سال ۱۸۴۷ گرفت. دقیقاً همان زمان دولت فرانسه او را به جنوب روسیه فرستاد تا دربارهٔ بیماری وبا مطالعه و تحقیق کند. او مدتی بعد به روان‌پزشکی علاقمند شد و مشاور اداره پلیس در امور جنایی بود و مقالاتی دربارهٔ رفتارهای غیرطبیعی انسان نوشت.
شارل لازگ برندهٔ نشان لژیون دونور (شوالیه) شد و امروزه نامش بر روی نشانه لازگ (آزمونی برای تشخیص علت درد کمر) مانده است. وی در سال ۱۸۷۷ پدیدهٔ بدن‌نمایی را تشریح کرد و پژوهش‌هایی بر روی الکلیسم انجام داد و در زمان خود یکی از مشهورترین متخصصان این زمینه بود و معتقد بود که الکلیسم یک مشکل ذهنی است. او همچنین عوارض ناشی از اسکوربوت را به دقت توصیف کرد و آن را مرتبط با کمبودهای تغذیه‌ای دانست. وی مطالعاتی نیز بر روی فلج پیشرونده بدن انجام داد. ژان-پیر فالره بعدها این یافته‌های او دربارۀ فلج را تشریح و منتشر کرد.